# Semtex
Semtex là một thuốc nổ dẻo đa năng, rất mạnh. Thuốc nổ này được chế tạo lần đầu tiên bởi nhà máy Thủy tinh Semtín (sau đổi tên thành Nhà máy hóa hợp VCHZ Synthesia, bây giờ tên là Explosia) của Tiệp Khắc, nay là Séc. Nó được dùng như một thuốc nổ thương mại, công nghiệp phá hủy và một ít ứng dụng quân sự. Thuốc nổ này rất được bọn khủng bố ưa chuộng, do tính nổ mạnh và rất khó phát hiện (kể cả hiện nay, 2019), dễ sử dụng. Nó rất xuất sắc khi khi phá hủy máy bay, chỉ 250 g thuốc nổ này đã phá hủy chuyến bay Pan Am 103. Hiện Semtex là thứ thuốc nổ dẻo thông dụng mạnh nhất.
Tỷ lệ chất nổ:
Bảng Thành phần chất nổ:
| Chất nổ gốc  | Semtex H         | Semtex A               |
| ------------ | ---------------- | ---------------------- |
| PETN         | 49,8%            | 94,3%                  |
| RDX          | 50,2%            | 5,7%                   |
| chất tạo màu | Sudan I (đỏ cam) | Sudan IV (nâu đỏ nhạt) |

Các thành phần khác
| Thành phần    | Tên chất hóa học                          | tỷ lệ |
| ------------- | ----------------------------------------- | ----- |
| chống oxy hóa | N-phenyl-2-naphthylamine                  |       |
| chất tạo dẻo  | di-n-octyl phthalate, tri-n-butyl citrate | 9%    |
| chất kết dính | Cao su nhân tạo styrene-butadiene         | 9,4%  |

Thuốc nổ này mang tên của vùng Semtín, một ngoại thành của Pardubice tại đông Bohemia, nơi lần đầu tiên nó chế tạo. Thuốc nổ phát minh năm 1966 bởi Stanislav Brebera, một nhà hóa học của VCHZ Synthesia. Nó khá giống các thuốc nổ dẻo khác như C-4, rất dễ dát mỏng. Tiện lợi khi sử dụng ở nhiệt độ cao hơn tất cả các loại khác.
Thuốc nổ xuất hiện do nhu cầu của chiến tranh Việt Nam. Phía Mỹ sử dụng chất nổ C-4 nhiều ưu điểm, nên phía Xã Hội Chủ nghĩa tập trung nghiên cứu chất nổ mới thay thế. Semtex được người phát minh ra nó dành cả đời hoàn thiện, kết quả là một thứ thuốc nổ hết sức ưu việt. Bí quyết sức nổ mạnh của nó nằm trong việc sử dụng cao su nhân tạo styrene-butadiene. Việt Nam được viện trợ (chính thức công bố) 12 tấn, nhập khẩu nhiều nhất là Libya, từ năm 1975 đến 1981 700 tấn, qua công ty Omnipol.
Dưới sức ép Quốc tế, việc xuất khẩu semtex được kiểm soát chặt. Trộn thêm chất ethylene glycol dinitrat để dễ bị phát hiện bởi các máy dò, trộn thêm chất màu để dễ nhận dạng.
Hiện nay, semtex được sản xuất ở Brno, Séc, khoảng 10 tấn năm.